# John Henrik Clarke: A Great and Mighty Walk
John Henrik Clarke: A Great and Mighty Walk es una película de biografía y documental de 1996, dirigida por St. Clair Bourne, escrita por Lou Potter, en la fotografía estuvo Larry Banks y los protagonistas son John Henrik Clarke, Cheikh Anta Diop y Marcus Garvey, entre otros. El filme fue realizado por Black Dot Media, se estrenó el 10 de septiembre de 1996.

## Sinopsis
Un hombre de poca edad, afroestadounidense, quiere averiguar cuál es su lugar en la historia del mundo.